# Teoria da estrutura retórica

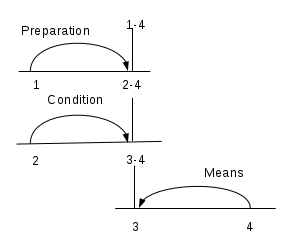
Exemplo de esquema da Teoria da Estrutura Retórica.

A Teoria da Estrutura Retórica (em inglês: Rhetorical Structure Theory) é um modelo teórico para a descrição da organização de textos a partir das relações que existem entre suas partes, propondo uma estrutura hierárquica entre elas. Foi desenvolvida nos anos 1980 por pesquisadores do Instituto de Ciências da Informação da Universidade do Sul da Califórnia, especialmente William Mann, Sandra Thompson e Christian Matthiessen.